# Elizabeth Bay, New South Wales
Elizabeth Bay este o suburbie în Sydney, Australia.